# Mangzhong
Mángzhǒng (pīnyīn), Mángzhòng, Bōshu (rōmaji) eller Mangjong (romaja) (traditionell kinesiska och japanska: 芒種; förenklad kinesiska: 芒种; koreanska: 망종; vietnamesiska: Mang chủng; bokstavligen ”säden går i ax”) är den nionde solarperioden i den traditionella östasiatiska lunisolarkalendern (kinesiska kalendern), som delar ett år i 24 solarperioder (節氣). Mangzhong börjar när solen når den ekliptiska longituden 75°, och varar till den når longituden 90°. Termen hänvisar dock oftare till speciellt den dagen då solen ligger på exakt 75° graders ekliptisk longitud. I den gregorianska kalendern börjar mangzhong vanligen omkring den 5 juni (ofta 6 juni ostasiatisk tid) och varar till omkring den 21 juni.